# Canton du Malesherbois
Le canton du Malesherbois, précédemment appelé canton de Malesherbes, est une circonscription électorale française du département du Loiret en région Centre-Val de Loire.
À la suite du redécoupage cantonal de 2014, les limites territoriales du canton sont remaniées. Le nombre de communes du canton passe de 17 à 55. On appelle souvent ce nouveau canton celui du Gâtinais Beauceron

## Histoire
Le canton est créé le 10 février 1790 sous la Révolution française. Il est alors inclus dans le district de Pithiviers.
À la suite de la suppression des districts et de la création des arrondissements qui survient en 1801 (9 vendémiaire, an X) sous le Premier Empire, le canton se voit rattaché à l'arrondissement de Pithiviers. Le redécoupage des arrondissements intervenu en 1926 a supprimé cet arrondissement et rattaché 3 de ses cantons, dont le canton de Malesherbes, à l'arrondissement d'Orléans. Le nouveau découpage de 1942 a recréé l'arrondissement de Pithiviers dans l'état où il se trouvait avant 1926.
Un nouveau découpage territorial entre en vigueur en mars 2015, défini par le décret du 25 février 2014, en application des lois du 17 mai 2013 (loi organique 2013-402 et loi 2013-403). Les conseillers départementaux sont, à compter de ces élections, élus au scrutin majoritaire binominal mixte. Les électeurs de chaque canton élisent au Conseil départemental, nouvelle appellation du Conseil général, deux membres de sexe différent, qui se présentent en binôme de candidats. Les conseillers départementaux sont élus pour 6 ans au scrutin binominal majoritaire à deux tours, l'accès au second tour nécessitant 12,5 % des inscrits au 1er tour. En outre la totalité des conseillers départementaux est renouvelée. Ce nouveau mode de scrutin nécessite un redécoupage des cantons dont le nombre est divisé par deux avec arrondi à l'unité impaire supérieure. Dans le Loiret, le nombre de cantons passe ainsi de 41 à 21. Le canton de Malesherbes est maintenu, mais le nombre de communes le composant passe de 17 à 55.
Le canton prend sa dénomination actuelle par décret du 24 février 2021.

## Représentation

### Conseillers généraux de 1833 à 2015
| Période                                  | Période | Identité                       | Étiquette    | Qualité                                                                                               |
| ---------------------------------------- | ------- | ------------------------------ | ------------ | --- |
| 1833                                     | 1848    | Edmé Pierre Vautard            |              | Notaire, juge de paix à Malesherbes                                                                   |
| 1848                                     | 1871    | François Alphonse Hutteau      |              | Ancien capitaine Juge de paix, maire de Malesherbes                                                   |
| 1871                                     | 1892    | Jules Rabier                   | Droite       | Maire d'Audeville Président du comice agricole de Pithiviers                                          |
| 1892                                     | 1910    | Comte Adrien de Lévis-Mirepoix | Libéral      | Lieutenant au 8ème Hussards, colonel de cavalerie.de réserve Conseiller municipal de Malesherbes      |
| 1910                                     | 1917    | Charles Léon Poisson           | Radical      | Maire d'Engenville (1853-1917)                                                                        |
| 1917                                     | 1919    | siège vacant                   |              | |
| 1919                                     | 1922    | Comte Adrien de Lévis-Mirepoix | Conservateur | Lieutenant au 8ème Hussards, colonel de cavalerie.de réserve Conseiller municipal de Malesherbes      |
| 1922                                     | 1935    | Henri Chevrier                 | Radical      | Entrepreneur de travaux Maire de Malesherbes (1919-1935) Député du Loiret (1924-1935)                 |
| 1935                                     | 1940    | Georges Billard                | Radical      | Médecin Maire de Malesherbes (1935-1941)                                                              |
|                                          |         | Seconde Guerre mondiale        |              | |
| 1943                                     | 1945    | Maurice Tavernier              | Droite       | Agriculteur Conseiller d'arrondissement, maire de Thignonville Nommé conseiller départemental en 1943 |
|                                          |         |                                |              | |
| 1945                                     | 1952    | Maurice Tavernier              | CNIP         | Agriculteur à Thignonville                                                                            |
| 1952                                     | 1954    | Henri Fontaine                 | RGR          | Maire de Malesherbes (1947-1954)                                                                      |
| 1954                                     | 1979    | Jean-Marie Guilbert            | DVD          | Agriculteur Maire de Dossainville                                                                     |
| 1979                                     | 1998    | Roger Guerre                   | UDF          | Vétérinaire Maire de Malesherbes (1977-1983)                                                          |
| 1998                                     | 2011    | Michel Renault                 | DVD puis UMP | Professeur                                                                                            |
| 2011                                     | 2015    | Michel Guérin                  | UMP          | Commercial retraité Maire de Malesherbes (2008-2014)                                                  |
| Les données manquantes sont à compléter. |         |                                |              | |

#### Résultats électoraux détaillés
- Élections cantonales de 2004 : Michel Renault   (UMP) est élu au 2e tour avec 43,9 % des suffrages exprimés, devant Gérard Le Roux  (PS) (39,03 %) et Patrice Laize (FN) (17,07 %). Le taux de participation est de 62,61 % (4 492 votants sur 7 174 inscrits)[14].
- Élections cantonales de 2011 : Michel Guerin   (UMP) est élu au 2e tour avec 63,6 % des suffrages exprimés, devant Patrice Laize   (FN) (36,4 %). Le taux de participation est de 43,47 % (3 345 votants sur 7 695 inscrits)[15].

### Conseillers d'arrondissement (de 1833 à 1940)
Le canton de Malesherbes avait un, trois, puis deux conseillers d'arrondissement.
| Période                                  | Période      | Identité                     | Étiquette    | Qualité |
| ---------------------------------------- | ------------ | ---------------------------- | ------------ | --- |
| 1833                                     | 1848         | Charles Rabier               |              | Maire d'Audeville                                                                                           |
| 1848                                     |              | M. Decolanges                |              | Notaire à Sermaises, chef de bataillon                                                                      |
|                                          |              |                              |              | |
| 1877                                     |              | Gabriel Froc (1823-1884)     | Bonapartiste | Médecin, maire de Sermaises                                                                                 |
| 1877                                     |              | M. Bertheau                  |              | |
| 1877                                     | 1877 (décès) | François Désiré Albert Penot | Bonapartiste | Notaire, maire de Malesherbes (1863-1873)                                                                   |
|                                          |              |                              |              | |
| av.1887                                  |              | Louis Neveu                  |              | Maire de Malesherbes (1881-1888)                                                                            |
|                                          |              |                              |              | |
|                                          | 1940         | Maurice Tavernier            | Droite       | Agriculteur, maire de Thignonville                                                                          |
|                                          | 1940         | M. Vincent                   |              | Notaire à Malesherbes                                                                                       |
| 1940                                     |              |                              |              | Les conseils d'arrondissement ont été suspendus par la loi du 12 octobre 1940 et n'ont jamais été réactivés |
| Les données manquantes sont à compléter. |              |                              |              | |

### Représentation depuis 2015
| Période élective | Période élective | Mandat | Mandat   | Identité         | Nuance | Nuance | Qualité |
| ---------------- | ---------------- | ------ | -------- | ---------------- | ------ | ------ | --- |
| 2015             | 2021             | 2015   | 2021     | Agnès Chantereau |        | DVD    | Maire de Boiscommun (2014-2020), Vice-présidente de la Communauté de communes du Pithiverais-Gâtinais jusqu'en 2020 |
| 2015             | 2021             | 2015   | 2021     | Michel Guérin    |        | LR     | 1er Adjoint à la maire, puis au maire de Malesherbes puis du Malesherbois (2014-), Maire de Malesherbes (2008-2014) |
| 2021             | 2028             | 2021   | en cours | Hervé Gaurat     |        | LR     | Consultant dans le domaine des travaux publics Maire du Malesherbois                                                |
| 2021             | 2028             | 2021   | en cours | Sophie Pelhâte   |        | DVD    | Infirmière Maire d'Auxy                                                                                             |

### Résultats détaillés

#### Élections de mars 2015
À l'issue du 1er tour des élections départementales de 2015, deux binômes sont en ballottage : Agnès Chantereau et Michel Guerin (Union de la Droite, 39,29 %) et Elizabeth Alagnoux et Valentin Manent (FN, 35,61 %). Le taux de participation est de 47,63 % (12 394 votants sur 26 024 inscrits) contre 49,98 % au niveau départemental et 50,17 % au niveau national.
Au second tour, Agnès Chantereau et Michel Guerin (Union de la Droite) sont élus avec 58,05 % des suffrages exprimés et un taux de participation de 49,16 % (6 772 voix pour 12 794 votants et 26 024 inscrits).

#### Élections de juin 2021
Le premier tour des élections départementales de 2021 est marqué par un très faible taux de participation (33,26 % au niveau national). Dans le canton du Malesherbois, ce taux de participation est de 32,41 % (8 392 votants sur 25 896 inscrits) contre 32,6 % au niveau départemental. À l'issue de ce premier tour, deux binômes sont en ballottage : Hervé Gaurat et Sophie Pelhate (LR, 44,81 %) et Valentin Manent et Blandine Pantaleon (RN, 36,46 %).
Le second tour des élections est marqué une nouvelle fois par une abstention massive équivalente au premier tour. Les taux de participation sont de 34,36 % au niveau national, 32,79 % dans le département et 31,89 % dans le canton du Malesherbois. Hervé Gaurat et Sophie Pelhate (LR) sont élus avec 61,69 % des suffrages exprimés (4 722 voix pour 8 260 votants et 25 900 inscrits),,.

## Composition

### Composition de 1801 à 2015

Situation du canton de Malesherbes dans le département du Loiret avant 2015.

Le canton de Malesherbes, d'une superficie de 210 km2, était composé de dix-sept communes.
| Nom                     | Code Insee | Codepostal | Superficie (km2) | Population (dernière pop. légale) | Densité (hab./km2) |
| ----------------------- | ---------- | ---------- | ---------------- | --------------------------------- | ------------------ |
| Malesherbes (chef-lieu) | 45191      | 45330      | 17,61            | 6 198 (2012)                      | 352                |
| Audeville               | 45012      | 45300      | 12,71            | 183 (2012)                        | 14                 |
| Labrosse                | 45057      | 45330      | 4,09             | 76 (2012)                         | 19                 |
| Césarville-Dossainville | 45065      | 45300      | 19,06            | 230 (2012)                        | 12                 |
| Coudray                 | 45106      | 45330      | 12,42            | 391 (2012)                        | 31                 |
| Engenville              | 45133      | 45300      | 18,10            | 547 (2012)                        | 30                 |
| Intville-la-Guétard     | 45170      | 45300      | 4,88             | 129 (2012)                        | 26                 |
| Mainvilliers            | 45190      | 45330      | 10,30            | 243 (2012)                        | 24                 |
| Manchecourt             | 45192      | 45300      | 16,23            | 664 (2012)                        | 41                 |
| Morville-en-Beauce      | 45217      | 45300      | 11,02            | 178 (2012)                        | 16                 |
| Nangeville              | 45221      | 45330      | 8,59             | 116 (2011)                        | 14                 |
| Orveau-Bellesauve       | 45236      | 45330      | 15,80            | 435 (2012)                        | 28                 |
| Pannecières             | 45246      | 45300      | 7,02             | 120 (2012)                        | 17                 |
| Ramoulu                 | 45260      | 45300      | 11,96            | 269 (2012)                        | 22                 |
| Rouvres-Saint-Jean      | 45263      | 45300      | 10,10            | 284 (2012)                        | 28                 |
| Sermaises               | 45310      | 45300      | 21,25            | 1 568 (2012)                      | 74                 |
| Thignonville            | 45320      | 45300      | 9,16             | 350 (2012)                        | 38                 |

### Composition à partir de 2015
Lors du redécoupage de 2014, le canton de Malesherbes comprenait cinquante-cinq communes entières.
À la suite de la fusion, au 1er janvier 2016, des communes de Coudray, Labrosse, Mainvilliers, Malesherbes, Manchecourt, Nangeville et Orveau-Bellesauve pour former la commune nouvelle du Malesherbois, le canton compte désormais quarante-neuf communes.
| Nom                                     | Code Insee | Intercommunalité           | Superficie (km2) | Population (dernière pop. légale) | Densité (hab./km2) | Modifier                                    |
| --------------------------------------- | ---------- | -------------------------- | ---------------- | --------------------------------- | ------------------ | ------------------------------------------- |
| Le Malesherbois (bureau centralisateur) | 45191      | CC du Pithiverais-Gâtinais | 85,04            | 8 022 (2022)                      | 94                 | modifier les données · modifier les données |
| Ascoux                                  | 45010      | CC du Pithiverais          | 6,75             | 1 070 (2022)                      | 159                | modifier les données · modifier les données |
| Augerville-la-Rivière                   | 45013      | CC du Pithiverais-Gâtinais | 4,03             | 216 (2022)                        | 54                 | modifier les données · modifier les données |
| Aulnay-la-Rivière                       | 45014      | CC du Pithiverais-Gâtinais | 16,14            | 505 (2022)                        | 31                 | modifier les données · modifier les données |
| Auxy                                    | 45018      | CC du Pithiverais-Gâtinais | 20,28            | 954 (2022)                        | 47                 | modifier les données · modifier les données |
| Barville-en-Gâtinais                    | 45021      | CC du Pithiverais-Gâtinais | 10,29            | 299 (2022)                        | 29                 | modifier les données · modifier les données |
| Batilly-en-Gâtinais                     | 45022      | CC du Pithiverais-Gâtinais | 10,32            | 447 (2022)                        | 43                 | modifier les données · modifier les données |
| Beaune-la-Rolande                       | 45030      | CC du Pithiverais-Gâtinais | 20,55            | 1 991 (2022)                      | 97                 | modifier les données · modifier les données |
| Boësses                                 | 45033      | CC du Pithiverais-Gâtinais | 13,13            | 379 (2022)                        | 29                 | modifier les données · modifier les données |
| Boiscommun                              | 45035      | CC du Pithiverais-Gâtinais | 16,06            | 1 142 (2022)                      | 71                 | modifier les données · modifier les données |
| Bondaroy                                | 45038      | CC du Pithiverais          | 6,94             | 414 (2022)                        | 60                 | modifier les données · modifier les données |
| Bordeaux-en-Gâtinais                    | 45041      | CC du Pithiverais-Gâtinais | 9,46             | 107 (2022)                        | 11                 | modifier les données · modifier les données |
| Bouilly-en-Gâtinais                     | 45045      | CC du Pithiverais          | 15,96            | 307 (2022)                        | 19                 | modifier les données · modifier les données |
| Bouzonville-aux-Bois                    | 45047      | CC du Pithiverais          | 7,54             | 419 (2022)                        | 56                 | modifier les données · modifier les données |
| Boynes                                  | 45050      | CC du Pithiverais          | 15,43            | 1 323 (2022)                      | 86                 | modifier les données · modifier les données |
| Briarres-sur-Essonne                    | 45054      | CC du Pithiverais-Gâtinais | 8,23             | 526 (2022)                        | 64                 | modifier les données · modifier les données |
| Bromeilles                              | 45056      | CC du Pithiverais-Gâtinais | 14,75            | 321 (2022)                        | 22                 | modifier les données · modifier les données |
| Chambon-la-Forêt                        | 45069      | CC du Pithiverais-Gâtinais | 17,16            | 961 (2022)                        | 56                 | modifier les données · modifier les données |
| Chilleurs-aux-Bois                      | 45095      | CC du Pithiverais          | 52,22            | 2 103 (2022)                      | 40                 | modifier les données · modifier les données |
| Courcelles-le-Roi                       | 45110      | CC du Pithiverais-Gâtinais | 6,30             | 318 (2022)                        | 50                 | modifier les données · modifier les données |
| Courcy-aux-Loges                        | 45111      | CC du Pithiverais          | 20,90            | 453 (2022)                        | 22                 | modifier les données · modifier les données |
| Desmonts                                | 45124      | CC du Pithiverais-Gâtinais | 4,76             | 171 (2022)                        | 36                 | modifier les données · modifier les données |
| Dimancheville                           | 45125      | CC du Pithiverais-Gâtinais | 2,35             | 107 (2022)                        | 46                 | modifier les données · modifier les données |
| Échilleuses                             | 45131      | CC du Pithiverais-Gâtinais | 12,43            | 387 (2022)                        | 31                 | modifier les données · modifier les données |
| Égry                                    | 45132      | CC du Pithiverais-Gâtinais | 7,39             | 356 (2022)                        | 48                 | modifier les données · modifier les données |
| Escrennes                               | 45137      | CC du Pithiverais          | 11,55            | 711 (2022)                        | 62                 | modifier les données · modifier les données |
| Estouy                                  | 45139      | CC du Pithiverais          | 18,07            | 512 (2022)                        | 28                 | modifier les données · modifier les données |
| Gaubertin                               | 45151      | CC du Pithiverais-Gâtinais | 7,29             | 251 (2022)                        | 34                 | modifier les données · modifier les données |
| Givraines                               | 45157      | CC du Pithiverais          | 11,26            | 420 (2022)                        | 37                 | modifier les données · modifier les données |
| Grangermont                             | 45159      | CC du Pithiverais-Gâtinais | 3,93             | 177 (2022)                        | 45                 | modifier les données · modifier les données |
| Juranville                              | 45176      | CC du Pithiverais-Gâtinais | 15,23            | 435 (2022)                        | 29                 | modifier les données · modifier les données |
| Laas                                    | 45177      | CC du Pithiverais          | 6,60             | 241 (2022)                        | 37                 | modifier les données · modifier les données |
| Lorcy                                   | 45186      | CC du Pithiverais-Gâtinais | 16,75            | 589 (2022)                        | 35                 | modifier les données · modifier les données |
| Mareau-aux-Bois                         | 45195      | CC du Pithiverais          | 11,61            | 565 (2022)                        | 49                 | modifier les données · modifier les données |
| Marsainvilliers                         | 45198      | CC du Pithiverais          | 10,82            | 313 (2022)                        | 29                 | modifier les données · modifier les données |
| Montbarrois                             | 45209      | CC du Pithiverais-Gâtinais | 6,01             | 297 (2022)                        | 49                 | modifier les données · modifier les données |
| Montliard                               | 45215      | CC du Pithiverais-Gâtinais | 8,99             | 230 (2022)                        | 26                 | modifier les données · modifier les données |
| Nancray-sur-Rimarde                     | 45220      | CC du Pithiverais-Gâtinais | 11,58            | 571 (2022)                        | 49                 | modifier les données · modifier les données |
| La Neuville-sur-Essonne                 | 45225      | CC du Pithiverais-Gâtinais | 9,19             | 345 (2022)                        | 38                 | modifier les données · modifier les données |
| Nibelle                                 | 45228      | CC du Pithiverais-Gâtinais | 27,18            | 1 176 (2022)                      | 43                 | modifier les données · modifier les données |
| Ondreville-sur-Essonne                  | 45233      | CC du Pithiverais-Gâtinais | 6,57             | 403 (2022)                        | 61                 | modifier les données · modifier les données |
| Orville                                 | 45237      | CC du Pithiverais-Gâtinais | 7,19             | 129 (2022)                        | 18                 | modifier les données · modifier les données |
| Puiseaux                                | 45258      | CC du Pithiverais-Gâtinais | 20,32            | 3 336 (2022)                      | 164                | modifier les données · modifier les données |
| Ramoulu                                 | 45260      | CC du Pithiverais          | 11,96            | 246 (2022)                        | 21                 | modifier les données · modifier les données |
| Saint-Loup-des-Vignes                   | 45288      | CC du Pithiverais-Gâtinais | 8,86             | 391 (2022)                        | 44                 | modifier les données · modifier les données |
| Saint-Michel                            | 45294      | CC du Pithiverais-Gâtinais | 5,14             | 149 (2022)                        | 29                 | modifier les données · modifier les données |
| Santeau                                 | 45301      | CC du Pithiverais          | 8,71             | 393 (2022)                        | 45                 | modifier les données · modifier les données |
| Vrigny                                  | 45347      | CC du Pithiverais          | 16,14            | 797 (2022)                        | 49                 | modifier les données · modifier les données |
| Yèvre-la-Ville                          | 45348      | CC du Pithiverais          | 26,77            | 666 (2022)                        | 25                 | modifier les données · modifier les données |
| Canton du Malesherbois                  | 4509       |                            | 692,13           | 36 641 (2022)                     | 53                 | modifier les données                        |

## Démographie

### Évolution démographique

#### Démographie avant 2015
| 1962  | 1968  | 1975  | 1982  | 1990   | 1999   | 2006   | 2011   | 2012   |
| ----- | ----- | ----- | ----- | ------ | ------ | ------ | ------ | ------ |
| 6 886 | 7 132 | 8 047 | 9 374 | 10 776 | 11 236 | 11 499 | 11 915 | 11 979 |

#### Démographie depuis 2015
En 2022, le canton comptait 36 641 habitants, en évolution de −1,48 % par rapport à 2016 (Loiret : +1,89 %, France hors Mayotte : +2,11 %).
| 2013   | 2018   | 2022   |
| ------ | ------ | ------ |
| 36 594 | 37 061 | 36 641 |

### Âge de la population
La pyramide des âges, à savoir la répartition par sexe et âge de la population, du canton de Malesherbes en 2009 ainsi que, comparativement, celle du département du Loiret la même année sont représentées avec les graphiques ci-dessous.
La population du canton comporte 50,2 % d'hommes et 49,8 % de femmes. Elle présente en 2009 une structure par grands groupes d'âge légèrement plus jeune que celle de la France métropolitaine. 
Il existe en effet 129 jeunes de moins de 20 ans pour cent personnes de plus de 60 ans, alors que pour la France l'indice de jeunesse, qui est égal à la division de la part des moins de 20 ans par la part des plus de 60 ans, est de 1,06. L'indice de jeunesse du canton est également supérieur à celui  du département (1,1) et à celui de la région (0,95).
| Hommes | Classe d’âge | Femmes |
| ------ | ------------ | ------ |
| 0,3    | 90 ans ou +  | 1,0    |
| 5,7    | 75 à 89 ans  | 8,6    |
| 12,3   | 60 à 74 ans  | 12,5   |
| 21,8   | 45 à 59 ans  | 20,5   |
| 20,6   | 30 à 44 ans  | 21,7   |
| 17,6   | 15 à 29 ans  | 16,8   |
| 21,6   | 0 à 14 ans   | 19,0   |

| Hommes | Classe d’âge | Femmes |
| ------ | ------------ | ------ |
| 0,4    | 90 ans ou +  | 1,1    |
| 6,6    | 75 à 89 ans  | 9,5    |
| 13,4   | 60 à 74 ans  | 13,9   |
| 20,1   | 45 à 59 ans  | 20,0   |
| 20,3   | 30 à 44 ans  | 19,5   |
| 19,3   | 15 à 29 ans  | 17,7   |
| 19,9   | 0 à 14 ans   | 18,2   |